# WBSC Европа
WBSC (Всемирная конфедерация бейсбола и софтбола) Европа (англ. WBSC (World Baseball Softball Confederation) Europe) — управляющая европейскими бейсболом и софтболом структура, объединяющая 52 национальные ассоциации из 40 стран. Представляет Всемирную конфедерацию бейсбола и софтбола (WBSC) в европейских странах. Образована в 2018 году путём объединения Европейской конфедерации бейсбола и Европейской федерации софтбола.

## История
14 февраля 2018 года на Конгрессе в Париже (Франция) провозглашено объединение Европейской конфедерации бейсбола (CEB) и Европейской федерации софтбола (ESF) в единую организацию — WBSC Европа. Со-президентами новой спортивной организации стали президенты CEB и ESF — Дидье Семине (Франция) и Габриэль Вааг (Чехия).

### Президенты WBSC Европа
- 2018—2022 —  Дидье Семине и  Габриэль Вааге
- с 2022 —  Крунослав Карин

## Структура WBSC Европа
Высшим органом WBSC Европа является Конгресс, проводящийся раз в год. В работе Конгресса приглашаются  принять участие все национальные федерации, являющиеся членами WBSC Европа.
Для решения задач, поставленных Конгрессом перед WBSC Европа, а также уставных требований, делегаты Конгресса избирают Исполнительный совет, который проводит в жизнь решения Конгресса, а также организовывает повседневную деятельность WBSC Европа. Руководит его работой Президент WBSC Европа, избираемый Конгрессом. Кроме президента в состав Совета также входят три вице-президента, генеральный секретарь и 8 членов.

### Руководство
- Крунослав Карин — президент WBSC Европа
- Петр Дитрих — вице-президент WBSC Европа (бейсбол)
- Габриэль Вааге — вице-президент WBSC Европа (софтбол)
- Юри Алкалай — вице-президент WBSC Европа
- Ами Баран — генеральный секретарь WBSC Европа

## Официальные соревнования
В рамках своей деятельности WBSC Европа отвечает за проведение следующих турниров:

### Бейсбол
- Чемпионаты Европы среди мужских сборных — раз в два года по нечётным годам.
- Чемпионаты Европы среди молодёжных команд (возраст участников до 23 лет) — раз в два года по нечётным годам.
- Чемпионаты Европы среди юниоров (возраст участников до 18 лет) — раз в два года по чётным годам.
- Чемпионаты Европы среди кадетов (возраст участников до 15 лет) — раз в два года по нечётным годам.
- Чемпионаты Европы среди ювенилов (возраст участников до 12 лет) — ежегодно.
- Чемпионаты Европы среди женских сборных — раз в два года по чётным годам.
- Кубок европейских чемпионов — ежегодно среди мужских клубов.
- Кубок Европы — ежегодно среди мужских клубов.
- Кубок федерации — ежегодно среди мужских клубов.

### Софтбол
- Чемпионаты Европы среди мужских сборных — раз в два года по нечётным годам.
- Чемпионаты Европы среди мужских молодёжных команд (возраст участников до 23 лет) — раз в два года по нечётным годам.
- Чемпионаты Европы среди юношей (возраст участников до 18 лет) — раз в два года по нечётным годам.
- Чемпионаты Европы среди кадетов (возраст участников до 16 лет) — раз в два года по нечётным годам.
- Чемпионаты Европы среди женских сборных — раз в два года по чётным годам.
- Чемпионаты Европы среди женских молодёжных команд (возраст участников до 22 лет) — раз в два года по чётным годам.
- Чемпионаты Европы среди девушек (возраст участников до 18 лет) — раз в два года по чётным годам.
- Чемпионаты Европы среди кадеток (возраст участников до 15 лет) — раз в два года по нечётным годам;
- Суперкубок Европы — ежегодно среди мужских клубов;
- Премьер-Кубок Европы — ежегодно среди женских клубов;
- Кубок Европы — ежегодно среди женских клубов.

## Члены WBSC Европа
В скобках после названия страны указана национальная ассоциация или ассоциации этой страны, являющиеся членами WBSC: бс — объединённая бейсбольно-софтбольная, б — бейсбольная, с — софтбольная.
| - Австрия (бс) - Белоруссия (б) - Бельгия (бс) - Болгария (бс) - Великобритания (б, с) - Венгрия (бс) - Германия (бс) - Гернси (с) - Греция (бс) - Грузия (бс) - Дания (б, с) | - Израиль (б, с) - Ирландия (б, с) - Испания (бс) - Италия (бс) - Кипр (б, с) - Косово (бс) - Латвия (бс) - Литва (б, с) - Мальта (бс) - Молдавия (бс) | - Нидерланды (бс) - Норвегия (бс) - Польша (бс) - Португалия (бс) - Россия (б, с) - Румыния (бс) - Сан-Марино (бс) - Сербия (б, с) - Словакия (б, с) - Словения (бс) | - Турция (бс) - Украина (бс) - Финляндия (бс) - Франция (бс) - Хорватия (б, с) - Чехия (б, с) - Швейцария (бс) - Швеция (бс) - Эстония (б, с) |